# 大東 (臺灣)
大東，是台灣雲林縣斗南鎮的一個傳統地域名稱，位於該鎮西北部。相較於今日行政區，其範圍大致包括大東里、埤麻里、西伯里、新崙里。

## 歷史
台灣清治末期至日治初期，大東地區為一街庄，稱為「大東庄」，隸屬於他里霧堡。該庄北與蕃薯庄為鄰，東與小東庄、他里霧庄為鄰，南邊為五間厝庄、埤頭庄、埔羗崙庄，西邊隔虎尾溪與湳仔庄為界。
1901年（日治明治三十四年）11月，全台廢縣廳改設二十廳，該庄隸屬於斗六廳。1903年（明治三十六年）6月，該庄編入「他里霧區」，隸屬於斗六廳。1909年（明治四十二年）10月，合併二十廳為十二廳，他里霧區改隸屬於嘉義廳。1920年（大正九年），全台地方制度大改正，廢十二廳改設五州二廳，該庄改制為「大東」大字，隸屬於臺南州斗六郡斗南庄。1940年，斗南庄升格為斗南街。
戰後斗南街改制為斗南鎮，隸屬於臺南縣，大字亦改制為里。1950年10月，雲、嘉、南分治，斗南鎮改隸屬雲林縣。

## 聚落
本地區發展較早的聚落為大東、新厝、埤麻、港墘、新崙、溝心，在日治期初期的官方地圖上已有記載。此外，本地區尚有西伯聚落。

## 交通
台鐵縱貫線是台灣西部南北鐵路幹線，大致以東北微東—西南微西走向轉東北—西南走向再轉北北東—南南西走向經過大東地區東南部邊界外不遠處。最近的車站是斗南車站，屬二等站，停靠部分自強號及全部的莒光號及區間車。由此可前往台鐵沿線各站。
國道1號又稱「中山高速公路」，是貫穿台灣西部的兩條縱向高速公路之一，大致以東北微北—西南微南走向經過本地區東部凸出部分的東南側。最近的一般交流道是位於本地區東北部邊界外不遠的縣道158號交會處的斗南交流道。由此可快速前往國道1號沿線各地。本地區東南部邊界外不遠處的省道台78線（東西向快速公路－台西古坑線）交會處另設有雲林系統交流道，可由此快速前往雲林縣東部及西部。
省道台78線即「東西向快速公路－台西古坑線」，是雲林縣境內的東西向快速公路，大致以西北西—東南東走向繞大彎轉西北—東南走向經過本地區。境內未設交流道，西側最近的是縣道145號交會處的虎尾交流道，東側最近的是國道1號交會處的雲林系統交流道，以及省道台1線交會處的斗南交流道。由此等向西可前往土庫、元長北部、東勢、台西等地；向東可前往古坑、高厝林子頭的東側端點（古坑端）並止於國道3號古坑系統交流道；亦可於雲林系統交流道轉接國道1號前往台灣西部南北各地。
省道台1線（延平路一段～二段）又稱「縱貫公路」，是台北至屏東楓港的傳統平面幹道，大致以北微西—南微東走向經縣道158號（可通往國道1號斗南交流道）終點路口後轉北北西—南南東走向，再經省道台1丁線起點路口後轉北北東—南南西走向，繞彎道轉東北東—西南西走向再繞彎道轉北向南經過本地區東部邊界外不遠處的斗南市區。由該道路向北微西轉東北微北再轉北再轉北北東可前往虎尾東北部、莿桐西南部、西螺、溪州等地，向南轉南南西可前往大埤東界、大林、溪口東部、民雄等地。
縣道158號（平和路、大業路）是海口至石榴班（實際終點在北勢仔）的道路，大致以西北微北—東南微南走向轉西北西—東南東走向經過本地區東北部邊界外不遠處。由該道路向西北微北轉西北微西可前往虎尾、土庫中部、褒忠、東勢、台西等地；向東南東經國道1號斗南交流道可前往小東與新庄交界地帶並止於省道台1線路口（北勢仔聚落西側）。
縣道158甲線（新崙路、中興路）是台西鄉崙子頂至竹山鎮桶頭的道路，大致以西北西—東南東走向由本地區西部邊界南側入境後，經新崙聚落轉東微南，經省道台78線（東西向快速公路－台西古坑線）高架橋下到達本地區東部凸出部分的南側邊界，沿邊界續行，經國道1號高架橋下後轉東南微東以至出境。由該道路向西北西可前往土庫、褒忠、東勢北部、台西等地；向東南微東可前往斗南市區、古坑、竹山鎮桶頭地區並止於其中部偏北的縣道149號路口。
縣道158乙線（大同路）是斗南鎮小東至古坑鄉永光（實際終點在麻園）的道路，其西北側端點（起點）位於本地區東北部邊界外不遠處的縣道158號路口。由此向東南經小東聚落後轉東南微南，經國道1號高架橋下後可前往斗南市區、舊社東部、阿丹、麻園並止於省道台3線路口。
鄉道雲84線是虎尾至大東的道路，其東側端點（終點）位於本地區東部大東聚落中央偏北的鄉道雲85線路口。由此向北北西轉西出聚落後，轉西北西再轉西出境，可前往蕃薯、虎尾市區並止於虎尾溪北岸河堤道路路口。
鄉道雲85線是小東至二重溝的道路，大致以東北微北—西南微南走向由本地區東部凸出部分東北部邊界入境後，繞彎道轉西進入大東聚落，至鄉道雲84線終點路口轉南南東再轉南南西再轉西南，至鄉道雲84線終點路口轉南再轉東南再繞彎道轉南南東，經國道1號高架橋下後續行，至本地區東部凸出部分南側邊界經縣道158甲線路口轉南出境。由該道路向東北微北可前往小東並止於縣道158乙線路口；向南可前往五間厝地區的二重溝聚落、茄苳腳東北部並止於縣道157號路口。
鄉道雲85-1線（建國二路）是斗南市區西側外環道，大致以北向南轉北北東—南南西走向經過本地區東部凸出部分的東南端。由該道路向北繞彎道轉東北微蜿蜒而行可前往斗南市區東北側並止於省道台1線路口；向南南西經五間厝聚落後轉東南可前往五間厝與舊社交界地帶並止於省道台1線另一路口。
鄉道雲86線是卓運至大東的道路，其東北側端點（終點）位於本地區東部大東聚落南側的鄉道雲85線路口。由此向西南轉西南微西再轉西南，至新厝聚落東側路口轉西北微西蜿蜒而行，經鄉道雲86-1線起點路口後續行，經鄉道雲87線右側路口後與其共線約40公尺，經鄉道雲87線左側路口後獨行，其後轉西南西再轉西北微北，至西伯聚落東側繞彎道轉南南西再轉西南，經省道台78線（東西向快速公路－台西古坑線）高架橋下後續行，至新崙聚落東北側經縣道158甲線路口、鄉道雲181線起點路口後續行，至聚落南側轉西南西，經鄉道雲179線起點路口後續行以至於本地區南部邊界出境，可前往埔羗崙、佃子林西部、舊庄北端、鹿寮、糞箕湖與客子厝交界地帶並止於縣道145號。
鄉道雲86-1線是埤麻（實際起點在新厝）至五間厝的道路，其北側端點（起點）位於本地區東部凸出部分西側新厝聚落的鄉道雲86線路口。由此向南微西出聚落續行，至本地區東部凸出部分的南側邊界經縣道158甲線路口出境後，轉東微南再轉東微北可前往五間厝並止於鄉道雲96線轉角路口。
鄉道雲87線是蕃薯至港墘的道路，其南側端點（終點）位於本地區南部港墘聚落的鄉道雲181線路口。由此向東北東轉東北微東再繞彎道轉北北東，經省道台78線（東西向快速公路－台西古坑線）高架橋下暨縣道158甲線路口後續行，至埤麻聚落的鄉道雲86線路口轉東南東與其共線約40公尺，至路口轉北北西獨行後出聚落以至出境，可前往蕃薯地區的竹圍子聚落並止於鄉道雲84線路口。
鄉道雲179線是新崙（溝心聚落北側）至大埤的道路，其北側端點（起點）位於本地區南部略偏西溝心聚落北側的鄉道雲86線路口。由此向西南轉南蜿蜒經聚落後，轉南微西續行以至出境，可前往埤頭西端、埔羗崙東南端、佃子林東端、大埤並止於鄉道雲178線路口。
鄉道雲181線是新崙至下崙的道路，其北側端點（起點）位於本地區中部偏西南新崙聚落的鄉道雲86線路口。由此向東南微南行，至港墘聚落轉南微西，經鄉道雲87線終點路口後出聚落旋即出境，可前往埤頭、茄苳腳西部、盧竹巷西部的下崙子聚落並止於鄉道雲178-1線路口。

## 學校
- 雲林特殊教育學校
- 東明國中（西半部）
- 大東國小